# ماتیاس برمه
ماتیاس برمه (آلمانی: Matthias Brehme؛ زادهٔ ۷ فوریهٔ ۱۹۴۳) ژیمناست هنری اهل آلمان بود.
وی در مسابقات کشوری و بین‌المللی در مجموع برندهٔ ۱ مدال نقره، ۴ مدال برنز شده‌است.